# U-462
U-462 je bila nemška vojaška podmornica Kriegsmarine, ki je bila dejavna med drugo svetovno vojno.

## Zgodovina
Podmornica je bila potopljena 30. julija 1943 v spopadu z britanskim letalom in slopi HMS Wren (U 28), HMS Kite (U 87), HMS Woodpecker (U 08), HMS Wild Goose (U 45) in HMS Woodcock (U 90); umrl je en član posadke in preživelo jih je 64.

## Poveljniki
| Poveljniki |                                    |            |                                |
| Št.        | Čin                                | Ime        | Poveljstvo                     |
| 1.         | Nadporočnik (Oberleutnant zur See) | Bruno Vowe | 5. marec 1942 - 30. julij 1943 |

## Tehnični podatki
| Kategorije                                    | Podatki           |
| --------------------------------------------- | ----------------- |
| Teža (t): na površju pod površjem polna Teža  | 1.668 1.932 2.300 |
| Dolžina (m) - tlačni trup (m)                 | 67,1 - 47,51      |
| Širina (m) - tlačni trup (m)                  | 9,35 - 4,9        |
| Izpodriv (m)                                  | 6,51              |
| Višina (m)                                    | 11,71             |
| Moč (hp): na površju pod podvršjem            | 3.200 750         |
| Hitrost (vozlov): na površju pod podvršjem    | 14,9 6,2          |
| Doseg (milja/vozel): na površju pod podvršjem | 12.350/10 55/4    |
| Posadka                                       | 53-60             |
| Maksimalni potop (m)                          | 240               |